# 三木村
三木村（みきむら）は、石川県江沼郡に存在した村。村名は中心となった右（みき）村の別称による。

## 地理
- 現在の加賀市の北西部。北側は大聖寺川が流れ、南側は丘陵、山地となって福井県と境を成す。
- 橘は、北国街道の宿場、橘宿があった所。
- 当時の三木村の産業は農業、製材の他、アブラギリの生産も行われていた。アブラギリは石鹸の原料に主に使われていた。
- 現在、北陸自動車道の加賀インターチェンジのある所に相当する。

## 歴史
- 1889年（明治22年）4月1日 - 町村制の施行により、江沼郡右村、橘村、奥谷村、永井村及び熊坂村の区域をもって、江沼郡三木村が発足する。
- 1891年（明治24年） - 江沼郡瀬越村の区域の内、大字吉崎の区域を江沼郡三木村に編入する。6大字となる。
- 1897年（明治30年）9月20日 - 北陸本線が開通、大字熊坂の北端、大聖寺町との境の近くに大聖寺駅を開設。
- 1947年（昭和22年）10月26日 - 昭和天皇の戦後巡幸。大同工業のチェーン工場を視察[1]。
- 1958年（昭和33年）1月1日 - 江沼郡大聖寺町、橋立町、片山津町、動橋町、山代町、南郷村、三木村、三谷村及び塩屋村が合併して、加賀市が発足する。その内、大字右は三木町（みきまち）に名称を変更する、あとの5大字はそのまま加賀市の町名に継承。